# James White (Schriftsteller, 1759)
James White (* 1759 in Dublin; † 1799) war ein irischer Autor und Übersetzer.

## Leben
James White studierte ab 1778 am Trinity College, Dublin und erhielt einen Hochschulabschluss in Geisteswissenschaften 1780. Nichts ist bekannt über seine Familie oder über den Grund für seine Auswanderung nach England, wo er den Rest seines Lebens verbrachte.

## Werke
- Hints of a Specific Plan for the Abolition of the Slave Trade. 1788.
- Earl Strongbow: or the History of Richard de Clare and the Beautiful Geralda. 1789.
- The Adventures of John of Gaunt. 1790; Google Books
- The Adventures of King Richard Coeur de Lion. 1791; Google Books